# Koivusaari (Helsinki)
Pour les articles homonymes, voir Koivusaari.
Koivusaari, en suédois Björkholmen (en français l'île du bouleau) est une île du sud de la Finlande située dans le golfe de Finlande, à l'ouest du centre-ville d'Helsinki.
L'île, de forme allongée orientée sud-ouest-nord-est, est traversée au nord par l'autoroute Länsiväylä reliant Helsinki à Espoo et rattachée à l'île de Hanasaari située à l'ouest. L'île fait partie du district de Lauttasaari dont l'île principale éponyme est située à l'est.

## Source
- (en) National Land Survey of Finland - Carte de Koivusaari